# Operação Sandblast

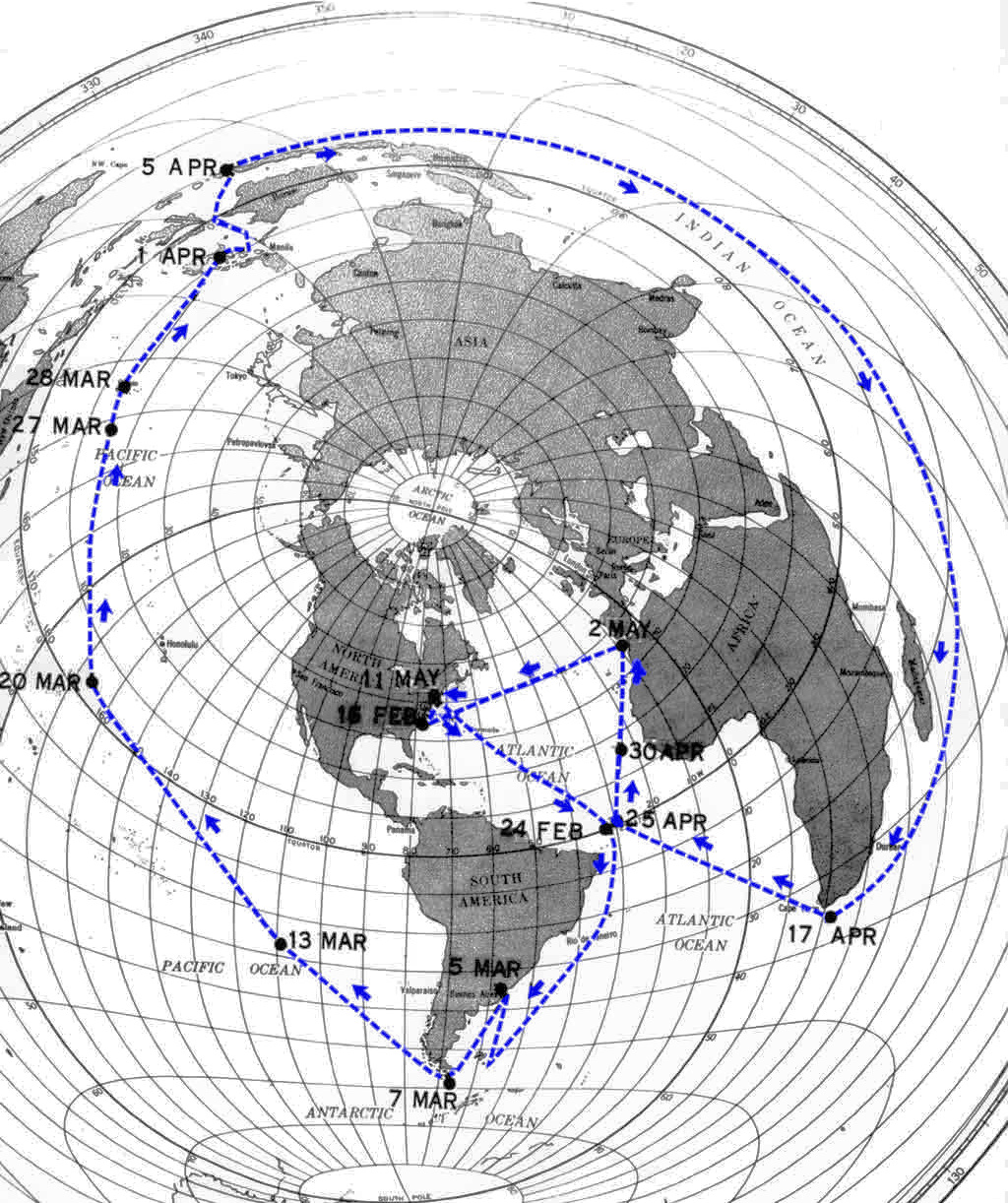
Operação Sandblast

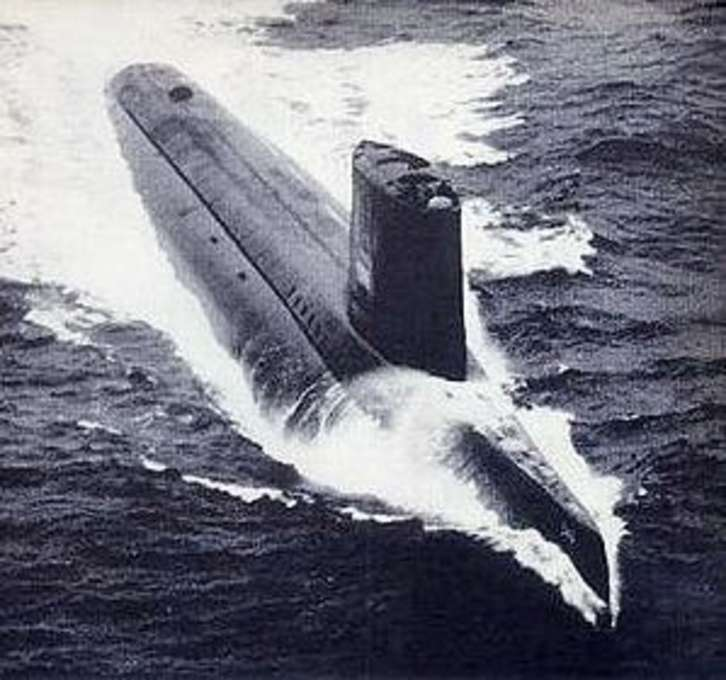
USS Triton SSRN-586

Operação Sandblast foi o codinome para a primeira circunavegação submersa do mundo, executada pelo submarino de propulsão nuclear da Marinha dos Estados Unidos da Marinha dos Estados Unidos USS Triton (SSRN-586) em 1960 sob o comando do capitão Edward L. Beach Jr.
A circunavegação ocorreu entre 24 de fevereiro e 25 de abril de 1960, cobrindo 26 723 milhas náuticas (49 491 km; 30 752 mi) em 60 dias e 21 horas. O percurso começava e terminava nas rochas de São Pedro e São Paulo no meio do Oceano Atlântico perto da linha do Equador. Durante a viagem, Triton cruzou o equador quatro vezes, mantendo uma velocidade média de 18 nós (33 km/h; 21 mph). A rota geral de navegação de Triton durante a Operação Sandblast geralmente seguiu a da expedição espanhola que realizou a primeira circunavegação do mundo, iniciada sob o comando do explorador português Fernão de Magalhães e concluída pelo explorador espanhol Juan Sebastián Elcano de 1519 a 1522.
O ímpeto inicial para a Operação Sandblast foi aumentar o prestígio tecnológico e científico americano antes da Cúpula de Paris em maio de 1960 entre o presidente Dwight D. Eisenhower e o primeiro-ministro soviético Nikita Khrushchev. Também forneceu uma demonstração pública de alto nível da capacidade dos submarinos movidos a energia nuclear da Marinha dos EUA para realizar operações submersas de longo alcance independentes de apoio externo e não detectadas por forças hostis, pressagiando a implantação inicial dos submarinos de mísseis balísticos Polaris da Marinha mais tarde em 1960. Finalmente, a Operação Sandblast reuniu extensos dados oceanográficos, hidrográficos, gravimétricos, geofísicos e psicológicos durante a passagem do Triton.
As celebrações oficiais da Operação Sandblast foram canceladas após o furor diplomático decorrente do incidente U-2 de 1960, no qual um avião espião U-2 foi abatido sobre a União Soviética no início de maio. No entanto, Triton recebeu a Citação da Unidade Presidencial com um fecho especial na forma de uma réplica dourada do globo em reconhecimento à conclusão bem-sucedida de sua missão, e o Capitão Beach recebeu a Legião de Mérito por seu papel como oficial comandante do Triton. Em 1961, Beach recebeu o Magellanic Premium da American Philosophical Society, o prêmio científico mais antigo e prestigiado dos Estados Unidos em "reconhecimento por sua navegação do submarino americano Triton ao redor do globo".

## Objetivos da missão
Em 4 de fevereiro de 1960, o capitão Edward L. Beach e o comodoro Thomas H. Henry do Subron 10 chegaram ao Pentágono em trajes civis para participar de uma reunião ultrassecreta de alto nível liderada pelo vice-almirante Wallace M. Beakley, vice-chefe de operações navais para operações de frota e prontidão. Também estiveram presentes o Contra-Almirante Lawson P. Ramage, Diretor da Divisão de Guerra Submarina, OPNAV; Capitão Henry G. Munson, Diretor do Escritório Hidrográfico da Marinha dos EUA, e representantes da equipe dos comandos do tipo submarino para as frotas do Atlântico e do Pacífico. Foi anunciado que o próximo cruzeiro de shakedown de Triton seria uma circum-navegação mundial submersa, codinome Operação Sandblast, que geralmente seguiria a trilha da primeira circum-navegação em 1519-1522 iniciada por Fernão de Magalhães e concluída por Juan Sebastián Elcano. Triton partiria como programado em 16 de fevereiro, e o submarino chegaria em casa o mais tardar em 10 de maio de 1960. Os objetivos da missão da Operação Jateamento de Areia foram resumidos a seguir:
Para fins de pesquisa geofísica e oceanográfica e para determinar habitabilidade, resistência e estresse psicológico – todos extremamente importantes para o programa Polaris – foi decidido que uma rápida viagem de volta ao mundo, tocando as áreas de interesse, deveria ser realizada. A estabilidade máxima da plataforma de observação e a continuidade ininterrupta em todo o mundo foram importantes. Além disso, por razões de interesse nacional, havia sido decidido que a viagem deveria ser feita inteiramente submersa, sem ser detectada por nossas próprias forças ou por outras forças, e concluída o mais rápido possível. A TRITON, por causa de seu tamanho, velocidade e confiabilidade extra de sua usina de dois reatores, havia sido escolhida para a missão. 
De acordo com o capitão Beach, a Marinha criou o codinome de Sandblast porque foi julgado que levar seu navio ao redor do mundo submerso "levaria muita areia" por parte da tripulação para ser bem-sucedido. Além disso, Sand serviu como codinome pessoal de Beach durante a missão. Como observou o capitão: "A maioria das praias está cheia de areia, fui informado".